# 海南赪桐
海南赪桐（学名：Clerodendrum hainanense）为唇形科大青属的植物，为中国的特有植物。分布在中国大陆的海南、广西等地，生长于海拔150米至900米的地区，常生于山坡林下以及沟谷阴湿处。